# Peter Gabriel (album, 1980)
Peter Gabriel (označováno jako Melt) je třetí sólové studiové album Petera Gabriela. Autorem obalu je Hipgnosis. Album vyšlo v květnu 1980. Jedná se o jeho třetí eponymní album z celkových čtyř. Album produkoval Steve Lillywhite. V červenci 1980 vyšlo album s německými texty pod názvem Ein deutsches Album.

## Seznam skladeb
Autorem všech skladeb je Peter Gabriel.
| Strana 1 (LP) | Strana 1 (LP)        | Strana 1 (LP) |
| Pořadí        | Název                | Délka         |
| ------------- | -------------------- | ------------- |
| 1.            | Intruder             | 4:54          |
| 2.            | No Self Control      | 3:55          |
| 3.            | Start                | 1:21          |
| 4.            | I Don't Remember     | 4:41          |
| 5.            | Family Snapshot      | 4:28          |
| 6.            | And Through the Wire | 5:00          |

| Strana 2 (LP)  | Strana 2 (LP)           | Strana 2 (LP) |
| Pořadí         | Název                   | Délka         |
| -------------- | ----------------------- | ------------- |
| 1.             | Games Without Frontiers | 4:06          |
| 2.             | Not One of Us           | 5:22          |
| 3.             | Lead a Normal Life      |               |
| 4.             | Biko                    | 7:32          |
| Celková délka: | Celková délka:          | 45:32         |

## Obsazení
- Peter Gabriel – zpěv, klavír, syntezátor, basový syntezátor, perkuse
- Kate Bushová – doprovodný zpěv v „No Self Control“ a „Games Without Frontiers“
- Jerry Marotta – bicí, perkuse
- Larry Fast – syntezátor, basový syntezátor
- Robert Fripp – kytara v „No Self Control“, „I Don't Remember“ a „Not One of Us“
- John Giblin – baskytara
- Dave Gregory – kytara
- Tony Levin – Chapman Stick v „I Don't Remember“
- Phil Collins – bicí v „Intruder“ a „No Self Control“, virbl v „Family Snapshot“, surdo v „Biko“
- Dick Morrissey – saxofon
- Morris Pert – perkuse
- David Rhodes – kytara, doprovodný zpěv
- Paul Weller – kytara v „And Through the Wire“
- Dave Ferguson - screeches v „Biko“